# Aeroporto di Kuressaare
L'Aeroporto di Kuressaare (ICAO: EEKE - IATA: URE) è un aeroporto estone situato a 3 km dal centro della città di Kuressaare, nell'isola di Saaremaa. L'aerostazione comprende anche la pista di atterraggio di Ruhnu circa 70 km a sud, sull'isola di Ruhnu.

## Storia
La prima pista d'atterraggio è stata costruita a partire dalla seconda metà degli anni trenta. L'aeroporto è stato terminato il 6 marzo 1945.
Il traffico aereo aumentò notevolmente negli anni seguenti e dal 1945 al 1953 tra i dieci e i quattordici voli collegavano giornalmente la città a Tallinn. In questo periodo circa quattrocento passeggeri si servivano dell'aeroporto quotidianamente.
Nel 1958 l'aeroporto fu fornito di elettricità, mentre l'attuale terminal è stato eretto nel 1962. Nel 1976 fu costruita la seconda pista d'atterraggio e nel 1999 fu allungata quella preesistente.
Infine il terminal è stato modernizzato nel 2007.

## Aeroporto di Ruhnu
Fa parte dell'aerostazione di Kuressaare anche il piccolo aeroporto di Ruhnu - (IATA: URE / ICAO: EERU ), che dista circa 70 km a sud, sull'isola omonima. Vi è un campo aereo erboso con direzione 14/32 - 600x60 m di lunghezza.
L'aerostazione di Ruhnu è dotata di radio e servizio meteorologico. Recentemente è stato costruito un nuovo terminal, adiacente alla pista.
La compagnia aerea che serve la tratta è la tedesca Luftverkehr Friesland Harle.